# Geoff Parsons
Geoff Parsons (eigentlich Geoffrey Peter Parsons; * 14. August 1964 in Margate, Kent) ist ein ehemaliger britischer Hochspringer.
Bei den Olympischen Spielen 1984 in Los Angeles schied er in der Qualifikation aus.
1986 gewann er Bronze bei den Halleneuropameisterschaften in Madrid. Im Sommer errang er, für Schottland startend, Silber bei den Commonwealth Games in Edinburgh und wurde Neunter bei den Europameisterschaften in Stuttgart.
Bei den Weltmeisterschaften 1987 in Rom belegte er den zehnten, bei den Olympischen Spielen 1988 in Seoul den 16. Platz.
1990 gewann er Bronze bei den Commonwealth Games in Auckland und scheiterte bei den Europameisterschaften in Split in der Qualifikation. Eine weitere Bronzemedaille folgte bei den Commonwealth Games in Victoria.

## Persönliche Bestleistungen
- Hochsprung: 2,31 m, 26. August 1994, Victoria
  - Halle: 2,30 m, 25. Januar 1986, Cosford